# Rhabditidae
Rhabditidae is een familie van rondwormen (nematoden).

## Taxonomie
De Catalogue of Life onderscheidt 16 geslachten  en is gebaseerd op Blaxter et al.(1998). Over deze indeling is geen consensus.
- Geslacht Bursilla
- Geslacht Caenorhabditis
- Geslacht Diploscapter
- Geslacht Macramphis
- Geslacht Halicephalobus[3]
- Geslacht Mesorhabditis
- Geslacht Neorhabditus
- Geslacht Parasitorhabditis
- Geslacht Parasitorhabditus
- Geslacht Pelodera
- Geslacht Phasmarhabditis[3]
- Geslacht Poikilolaimus
- Geslacht Protorhabditis
- Geslacht Rhabditis
- Geslacht Rhabditoides
- Geslacht Rhabditophanes
- Geslacht Rhitis
- Geslacht Teratorhabditis